# Parti social-démocrate juif (Galicie)
Pour les articles homonymes, voir Parti social-démocrate.

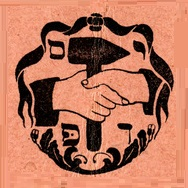
Logo du Parti Juif Démocrate de Galicie (Empire austro-hongrois)

Le Parti social-démocrate juif (en yiddish, Yidishe sotsial-demokratishe partey, en polonais Żydowska Partia Socjalno-Demokratyczna, en abrégé ŻPSD) est un parti politique né en Galicie, alors partie de l'empire austro-hongrois, et actif également en Bucovine. Constitué à la suite d'une scission au sein du Parti social-démocrate polonais (en) (Polska Partia Socjalno-Demokratyczna ou PPSD) en 1905, il fusionne avec le Bund polonais en 1920. Le parti est parfois appelé le Bund galicien et milite pour une autonomie juive.

## Histoire
Le Parti social-démocrate juif est fondé par des militants socialistes juifs, opposés aux tentatives d'assimilation des travailleurs juifs, voulue par certains militants galiciens du PPSD, notamment par Herman Diamand, Emil Haecker ou Daniel Bernard Gross. La scission est directement causée par la brochure polémique de Henryk Grossman Was Wir sollen?, publié le 1er mai 1905. Ainsi, Henryk Grossman devient le théoricien fondateur et secrétaire du mouvement.
Cependant, comme le nouveau parti insiste sur sa volonté de ne pas entrer en compétition avec les partis sociaux-démocrates existants, ses partisans participent aux rassemblements du 1er mai dans les principales villes polonaises de la Galice (Cracovie, Lwów, Tarnów et Przemyśl) aux côtés des militants du PSDP.
Le congrès de fondation du Parti social-démocrate juif se tient en juin 1905 , réunissant à Lwów 52 délégués de plusieurs villes galiciennes. En plus des slogans sociaux, le programme du parti souligne la nécessité pour les Juifs de lutter pour leur autonomie nationale. Il demande également, mais sans succès, son admission dans le Parti social-démocrate autrichien fédéré. Le second congrès du parti est organisé en 1906.
Le parti est proche du Bund et s'oppose tant aux nationalistes polonais du Parti socialiste polonais (PPS) qu'aux sionistes socialistes du Poale Zion.
En 1910, lors du 4e congrès du parti à Lwów, ses militants ajoutent au programme le postulat d'organiser des écoles yiddish. Dans les années 1911-1913, le parti coopère étroitement avec la section juive du PPSD. Après une nouvelle scission au sein du PPSD, les socialistes juifs de Bucovine rejoignent le Parti social-démocrate juif.
Le Parti social-démocrate juif est à l'époque la plus importante organisation ouvrière juive en Galicie. Il contribue de manière impressionnante au nombre de syndicats juifs dans les villes et les shtetls de Galice, et mène un certain nombre de grèves réussies. Le parti soutient également une variété d'associations éducatives qui parrainent des conférences en yiddish, des clubs de lecture et des manifestations culturelles ainsi que des institutions culturelles telles que les bibliothèques et le théâtre yiddish.
Avec le déclenchement de la Première Guerre mondiale, le Parti social-démocrate juif cesse ses activités, mais se réactive dès 1916 à Cracovie et un an plus tard dans les autres villes.
À la fin de la guerre, à la suite de l'attachement de la Galice à l'État polonais reconstitué après 123 d'occupation par les Empires centraux et la Russie, lors de son 7e congrès en avril 1920, le parti prend la résolution de s'unir au Bund polonais,,.

## Militants
Henryk Grossman fut le secrétaire du PSDJ de sa fondation en 1905 à la fin de 1908, date à laquelle il partit s'installer à Vienne. Après la guerre, il rejoignit les rangs du Parti communiste de Pologne.
Le parti compte 2 800 membres en 1906, ce chiffre s’élève à 3 600 deux ans plus tard, et en 1910 il revendique 4 206 membres. Les principaux militants du JPSD sont : Henryk Grossman, Karol Einaugler, Samuel Blum, Jakub Bross.
Une section existe également à Vienne, sous le nom de « Club Ferdinand Lassalle ».